# Coralliodrilus hamatilis
Coralliodrilus hamatilis är en ringmaskart som beskrevs av Erséus 1984. Coralliodrilus hamatilis ingår i släktet Coralliodrilus och familjen glattmaskar. Inga underarter finns listade i Catalogue of Life.